# Čyhyrynský rajón
Čyhyrynský rajón (ukrajinsky Чигиринський район) byl rajón v Čerkaské oblasti na Ukrajině. Hlavním městem byl Čyhyryn a rajón měl přibližně 27 tisíc obyvatel. 

## Sídla v rajónu
- Čyhyryn